# Curtiss XP-46
El Curtiss XP-46 fue un prototipo de avión de caza estadounidense de los años 40 del siglo XX. Fue un desarrollo de la Curtiss-Wright Corporation en un esfuerzo por introducir las mejores características encontradas en los aviones de caza europeos en 1939, en un avión de caza que pudiera suceder al P-40, entonces en producción.

## Diseño y desarrollo
Una especificación del Cuerpo Aéreo del Ejército de los Estados Unidos (USAAC), basada en una propuesta de Curtiss, fue la base de una orden emitida en septiembre de 1939 para el XP-46. Los requerimientos solicitaban un avión de ala baja monomotor, ligeramente más pequeño que el P-40, y con un tren de aterrizaje ancho de retracción interior. La planta motriz elegida era un motor V-12 Allison V-1710-39 de 858 kW (1150 hp). El armamento planeado incluía dos ametralladoras sincronizadas de 12,7 mm en el fuselaje delantero y provisiones para ocho armas de 7,62 mm montadas en las alas. El USAAC añadió más tarde los requerimientos de depósitos de combustible autosellantes y 29 kg de blindaje, cuyos pesos afectarían negativamente a las prestaciones.

### Pruebas
En 1940, la Comisión Británica de Compras emitió una orden por el P-46 como reemplazo del P-40, siendo asignado el nombre "Kittyhawk" por el Ministerio del Aire en anticipación a la recepción del avión.
Sin embargo, el USAAC solicitó a Curtiss en julio de 1940 (mientras los prototipos del XP-46 estaban en construcción) que priorizase un P-40 actualizado, llevando el motor destinado al XP-46. Esto también evitaría trastornos en la línea de montaje causados por cualquier cambio a un nuevo fuselaje. La orden británica por el P-46 fue cancelada más tarde, y el nombre "Kittyhawk" fue posteriormente aplicado al P-40 modernizado.
Dos prototipos, designados XP-46A, fueron entregados, no obstante, al USAAC; el primer vuelo sucedió el 15 de febrero de 1941. Las prestaciones del modelo durante las pruebas se encontraron inferiores al entonces contemporáneo P-40D. Como el P-46 no ofrecía una mejora significativa sobre el P-40, el programa fue cancelado.
Un mito afirma que el trabajo en el XP-46 fue la base del North American NA-73X (el prototipo del P-51 Mustang). Aunque North American Aviation (NAA) compró los datos técnicos aerodinámicos del P-40 y del XP-46 a Curtiss, por 56 000 dólares, y hay ciertas similitudes de diseño en la configuración del radiador/refrigerador de aceite de los dos modelos, North American ya había realizado trabajos de importancia en su diseño. Los ingenieros de NAA también habían hecho uso de las investigaciones británicas con respecto al efecto Meredith (la habilidad de que un radiador ventral incrustado proporcionase empuje).

## Especificaciones (XP-46A)
Referencia datos: Curtiss Aircraft 1907–1947

### Características generales
- Tripulación: Uno (piloto)
- Longitud: 9,2 m (30,2 ft)
- Envergadura: 10,5 m (34,3 ft)
- Altura: 3,1 m (10,1 ft)
- Superficie alar: 19,3 m² (208 ft²)
- Peso vacío: 2551 kg (5622,4 lb)
- Peso máximo al despegue: 3477 kg (7663,3 lb)
- Planta motriz: 1× motor lineal V12 refrigerado por agua Allison V-1710-39.
  - Potencia: 858 kW (1183 HP; 1167 CV)

### Rendimiento
- Velocidad máxima operativa (Vno): 571 km/h (355 MPH; 308 kt) a 3720 m
- Alcance: 523 km (282 nmi; 325 mi)
- Tiempo a altitud: 5 min para 3750 m

### Armamento
- Ametralladoras: 

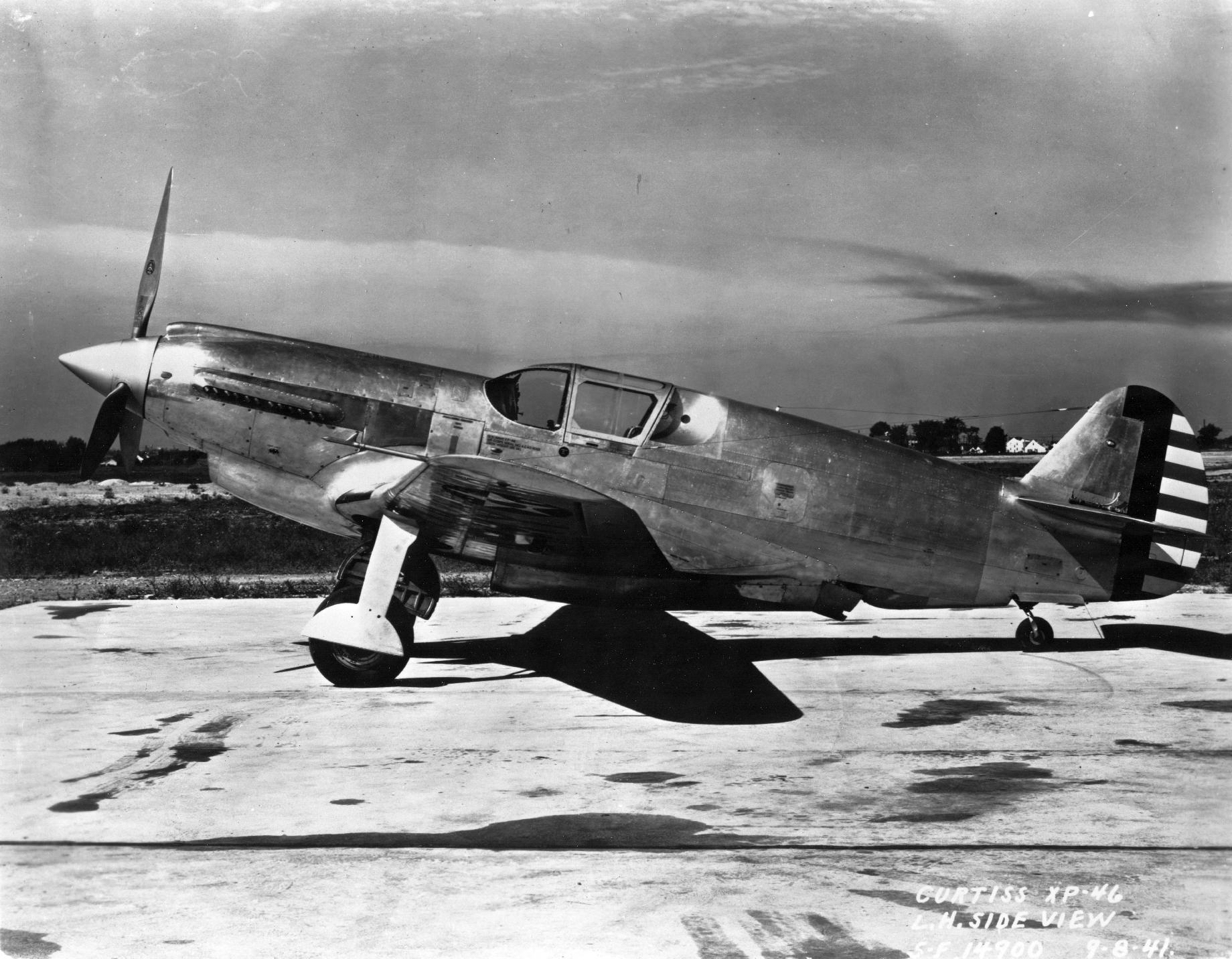
Vista lateral del XP-46.

  - 2 de 12,7 mm sincronizadas en el fuselaje delantero
  - Provisión para 8 de 7,62 mm montadas en las alas

## Aeronaves relacionadas

### Secuencias de designación
- Secuencia Numérica (interna de Curtiss): ← 82 - 84 - 85 - 86 - 87 - 88 - 90 →
- Secuencia P-_ (Cazas (Pursuit) del USAAC/USAAF/USAF, 1924-1962): ← P-43 - P-44 - P-45 - XP-46 - P-47 - XP-48 - XP-49 →